# Stygnoplus antiguanus
Stygnoplus antiguanus is een hooiwagen uit de familie Stygnidae.